# Chenshi, Jiangsu
Chenshi (kinesiska: 陈师, 陈师镇) är en köping i Kina. Den ligger i provinsen Jiangsu, i den östra delen av landet, omkring 200 kilometer norr om provinshuvudstaden Nanjing. Antalet invånare är 21907. Befolkningen består av 11 528 kvinnor och 10 379 män. Barn under 15 år utgör 21,0 %, vuxna 15-64 år 66 %, och äldre över 65 år 11,0 %.
Genomsnittlig årsnederbörd är 1 080 millimeter. Den regnigaste månaden är juli, med i genomsnitt 229 mm nederbörd, och den torraste är januari, med 19 mm nederbörd.